# Danh sách tập truyện Fairy Tail (1–15)
| 1. "The Fairy's Tail" (妖精の尻尾（フェアリーテイル） Fearī Teiru) 2. "The Master Appears!" (総長（マスター）あらわる! Masutā Arawaru!) | 1. "Fire Dragons and Monkeys and Cows" (火竜と猿と牛 Karyū to Saru to Ushi) 2. "The Celestial Spirit of Canis Minor" (子犬座の星霊 Koinuza no Seirei) |

| 1. "Daybreak" (DAY BREAK（日の出） Hinode) 2. "Invade!! The Everlue Mansion" (潜入せよ!! エバルー屋敷!! Sen'nyū se yo!! Ebarū Yashiki!!) 3. "The Wizard's Weakness" (魔導士の弱点 Madōshi no Jakuten) 4. "Lucy vs. Duke Everlue" (ルーシィ vs. エバルー公爵 Rūshii vs. Ebarū Kōshaku) 5. "Dear Kaby" (DEAR KABY（親愛なるカービぃへ） Shin'ai Naru Kābi e) | 1. "The Armored Wizard" (鎧の魔道士 Yoroi no Madōshi) 2. "Natsu on the Train" (その列車はナツを乗せていく Sono Ressha wa Natsu o Nosete Iku) 3. "Spell Song" (呪歌 Juka) 4. "Death Laughs Twice" (死神は二度笑う Shinigami wa Nido Warau) |

| 1. "Titania" (妖精女王（ティターニア） Titānia) 2. "Fairies in the Wind" (妖精たちは風の中 Yōsei-tachi wa Kaze no Naka) 3. "Capture Kageyama!!" (カゲヤマを捕まえろ!! Kageyama o Tsukamaero!!) 4. "The Virgin Magic" (乙女の魔法 Otome no Mahō) 5. "Fire and Wind" (炎と風 Honō to Kaze) | 1. "Impossible! Natsu Can't Win" (無理、ナツじゃ勝てないよ｡ Muri, Natsu ja Katenai yo.) 2. "To Live Strong" (強く生きる為に Tsuyoku Ikiru Tame ni) 3. "The Most Powerful Team!!!" (最強チーム!!! Saikyō Chīmu!!!) 4. "Natsu vs. Erza" (ナツ vs. エルザ Natsu vs. Eruza) |

| 1. "Crime and Punishment" (罪と罰 Tsumi to Batsu) 2. "Second Floor" (2階 Ni-kai) 3. "The Cursed Island" (呪われた島 Norowareta Shima) 4. "Is the Moon Out Tonight?" (月は出ているか Tsuki wa Dete Iru ka) | 1. "Deliora" (デリオラ Deriora) 2. "Moon Drip" (月の雫（ムーンドリップ） Mūn Dorippu) 3. "Gray and Lyon" (グレイとリオン Gurei to Rion) 4. "The Dream Continues" (夢の続き Yume no Tsuzuki) |

| 1. "The Terrifying 2X-Poison Jelly" (恐怖の毒毒ゼリー Kyōfu no Doku-doku Zerī) 2. "Natsu vs. Wave-Motion Yuka" (ナツ vs. 波動のユウカ Natsu vs. Hadō no Yūka) 3. "Close? The Golden Bovine Gate" (閉じろ? 金牛宮の扉 Tojiro? Kingyūkyū no Tobira) 4. "The Sword of Judgment" (裁きの剣 Sabaki no Ken) 5. "Do Whatever You Like!!" (勝手にしやがれ!! Katte ni Shiyagare!!) | 1. "Ur" (ウル Uru) 2. "The Blue Bird" (青い鳥 Aoi Tori) 3. "Eternal Magic" (永遠の魔法 Eien no Mahō) 4. "The Ice Blade of Tragic Reality" (真実は悲しき氷の刃 Shinjitsu wa Kanashiki Kōri no Yaiba) |

| 1. "Galuna Island: The Final Battle" (ガルナ島 最終決戦 Garuna-tō, Saishū Kessen) 2. "The Demons' War Cry" (悪魔のおたけび Akuma no Otakebi) 3. "The Arc of Time" (時のアーク Toki no Āku) 4. "Burst" () 5. "The Villagers' Secret" (村人の秘密 Murabito no Himitsu) | 1. "Make It There, to the Sky" (届け あの空に Todoke, Ano Sora ni) 2. "Tear" (涙（TEAR） Namida (Tear)) 3. "Phantom Lord" (幽鬼の支配者（ファントムロード） Fantomu Rōdo) 4. "Human Law" (人間の法律 Ningen no Hōritsu) |

| 1. "The Moon Can Be Hidden by Clouds; Flowers Can Be Scattered by the Wind" (月ニ叢雲 花ニ風 Tsuki ni Murakumo, Hana ni Kaze) 2. "Lucy Heartfilia" (ルーシィ・ハートフィリア Rūshii Hātofiria) 3. "Giant Shadow" (巨影 Kyoei) 4. "15 Minutes" (15分 Jūgo-fun) | 1. "The Heat of Battle" (激熱の戦い Gekinetsu no Tatakai) 2. "Phantom MkII" (ファントムMkII Fantomu MkII) 3. "So No One Sees the Tears" (その涙を見ない為に Sono Namida o Minai Tame ni) 4. "A Flower that Blooms in the Rain" (雨の中に咲く華 Ame no Naka ni Saku Hana) |

| 1. "Fair-Weather Charm" (てるてる坊主 Teru Teru Bōzu) 2. "There is Always Someone Better" (上には上がいる Ue ni wa Ue ga Iru) 3. "Inspire" () 4. "Wings of Fire" (炎の翼 Honō no Tsubasa) 5. "The Two Dragonslayers" (二人の滅竜魔導士（ドラゴンスレイヤー） Futari no Doragon Sureiyā) | 1. "When the Fairy Fell" (妖精の堕ちる時 Yōsei no Ochiru Toki) 2. "Now We're Even" (これで おあいこな Kore de, Oaiko na) 3. "The Best Guild" (一番のギルド Ichiban no Girudo) 4. "Fairy Law" (フェアリーロウ Fearī Rō) |

| 1. "Like-Minded" (同志 Dōshi) 2. "My Decision" (あたしの決意 Atashi no Ketsui) 3. "Goodbye" (さよなら Sayonara) 4. "Next Generation" () 5. "Frederick & Yanderica" (フレデリックとヤンデリカ Furederikku to Yanderika) | 1. "A Night in Impatiens" (鳳仙花の夜 Hōsenka no Yoru) 2. "The Star That Will Never Return to the Sky" (空に戻れない星 Sora ni Modorenai Hoshi) 3. "Year 781: Blue Pegasus" (781年・青い天馬（ブルーペガスス） Nana-hyaku Hachi-jū Ichi-nen: Burū Pegasusu) 4. "Celestial Spirit King" (星霊王 Seirei-ō) |

| 1. "Dream of a Butterfly" (胡蝶の夢 Kochō no Yume) 2. "The Tower of Heaven" (楽園の塔 Rakuen no Tō) 3. "Jellal" (ジェラール Jerāru) 4. "Heaven Over There" (その先の楽園 Sono Saki no Rakuen) 5. "Siegrain's Decision" (ジークレインの決断 Jīkurein no Ketsudan) | 1. "Joan of Arc" (ジャンヌ・ダルク Jannu Daruku) 2. "The Voice in the Darkness" (闇の声 Yami no Koe) 3. "Howling at the Moon" (月に吠える Tsuki ni Hoeru) Omake. "Special Mission: Beware of Guys Who Show a Keen Interest" (特別依頼｡ 気になる彼に注意せよ! Tokubetsu Irai. Ki ni Naru Kare ni Chūi Seyo!) |

| 1. "Find The Way" () 2. "Natsu-Cat Fight" (ナツネコFight!! Natsu-neko Fight!!) 3. "Heaven's Game" (楽園ゲーム Rakuen Gēmu) 4. "Rock of Succubus" (ロック オブ サキュバス Rokku obu Sakyubasu) 5. "Lucy vs. Juvia" (ルーシィ vs. ジュビア Rūshii vs. Jubia) | 1. "Natsu Becomes a Meal" (ナツ、エサになる｡ Natsu, Esa ni Naru.) 2. "Armor Around The Heart" (心の鎧 Kokoro no Yoroi) 3. "Ikaruga" (斑鳩) 4. "One Woman! The Decisive Outfit" (女一匹、決意の装束 Onna Ippiki, Ketsui no Shōzoku) |

| 1. "Destiny" (運命（デスティニー） Desutinī) 2. "Pray to the Sacred Light" (聖なる光に祈りを Seinaru Hikari ni Inori o) 3. "One Person" (ひとりの人 Hitori no Hito) 4. "Sleeping Beauty Warrior" (眠れる塔の女騎士（おひめさま） Nemureru Tō no Ohime-sama) 5. "Meteor" (流星（ミーティア） Mītia) | 1. "A Life as a Shield" (命の盾 Inochi no Tate) 2. "Dragon Force" (ドラゴンフォース Doragon Fōsu) 3. "Titania Falls" (妖精女王（ティターニア）、散る Titānia, Chiru) 4. "To Tomorrow!" (明日へ Ashita e) |

| 1. "Rage Within the Red Earth" (赤い大地の激昂 Akai Daichi no Gekikō) 2. "Walk Strong" (強く歩け Tsuyoku Aruke) 3. "Home" () 4. "Best Friend" () 5. "That Man, Laxus" (その男、ラクサス Sono Otoko, Rakusasu) | 1. "The Harvest Festival" (収穫祭 Shūkakusai) 2. "The Battle of Fairy Tail" (バトル・オブ・フェアリーテイル Batoru obu Fearī Teiru) 3. "Go-cheen" (ゴチーン!! Gochīn!!) 4. "Friendly Fire for Friendship's Sake" (友の為に友を打て Tomo no Tame ni Tomo o Ute) |

| 1. "Resign" (投了（リザイン） Rizain) 2. "Four Members Remaining" (残り4人 Nokori Yonin) 3. "Bombing Runs and Sword Dances" (弾幕剣舞 Danmaku Kenbu) 4. "Thunder Palace" (神鳴殿 Kaminari Den) 5. "Love Breaks Down Walls" (愛は壁を砕いて Ai wa Kabe o Kudaite) | 1. "Regulus (The Light of the Lion)" (獅子の光（レグルス） Regurusu) 2. "Cana vs. Juvia" (カナ vs. ジュビア Kana vs. Jubia) 3. "Satan's Halo" (サタン降臨 Satan Kōrin) 4. "Gentle Words" (やさしい言葉 Yasashii Kotoba) |

| 1. "Attack! The Great Kardia Cathedral" (激突! カルディア大聖堂 Gekitotsu! Karudia Taiseidō) 2. "Mystogan" (ミストガン Misutogan) 3. "My Chance to Take the Top, Right?" (てっぺんとるチャンスだろ! Teppen Toru Chansu Daro!) 4. "The Lonely Thunder Clap" (孤独な雷鳴 Kodoku na Raimei) | 1. "Double Dragon" (ダブル ドラゴン Daburu Doragon) 2. "Triple Dragon" (トリプル ドラゴン Toripuru Doragon) 3. "Face of a Devil, Heart of an Angel" (鬼面仏心 Kimen Busshin) 4. "Stand Up!!!!" (立ちあがれ!!!! Tachiagare!!!!) Omake. "Side Story: X778 Natsu and the Dragon's Egg" (X778 ナツとドラゴンの卵 X778: Natsu to Doragon no Tamago) |